# Эно, Шарль Жан Франсуа
Шарль Жан Франсуа́ Эно́ (фр. Charles-Jean-François Hénault; 1685—1770) — французский судья, историк и писатель.

## Биография
Судья, а затем президент парижского парламента, богатый человек, Эно был центром литературного салона, одобрявшего его стихи и прозу; в 1723 году он был избран в академию.
Несмотря на непристойность некоторых его стихотворений, он был близок к благочестивой королеве Марии Лещинской и также обратился к религии, терпя за это насмешки от г-жи Дюдеффан, которая его некогда любила, и Вольтера.

## Издания
- Главный труд Эно — «Nouvel abrégé chronologique de l’histoire de France» (1744; множество изданий вплоть до второй половины XIX века, последние — с дополнениями Мишо);
- другое произведение, столь же известное — опыт драматической хроники «François II» (1747).
- Трагедии:
  - «Marins à Cyrthe» (1716);
  - «Cornélie vestale» (1769),
- Комедии:
  - «Le Temple des chimères» (1758),
  - «Réveil d’Epiménide» (1757),
  - «Le jaloux de lui-même» (1769),
  - «La petite maison» (1769),
- Исторические пособия:
  - «Abrégé chronologique de l’histoire d’Espagne» (1759—1765);
  - «Histoire critique de l'établissement des Français dans les Gaules» (1801).
- В «Oeuvres inédites» (1806) вошли его стихи.
- Мемуары Эно были изданы его внуком («Mémoires», 1854).